# 新布尔多市镇
新布尔多市镇（羅馬化：Opština Novo Brdo），是科索沃普里什蒂納區的一个市镇，行政中心为博斯塔内。市镇面积为204平方公里，人口数量为6,729人（2011年）。